# Tipula (Savtshenkia) haennii
Tipula (Savtshenkia) haennii is een tweevleugelige uit de familie langpootmuggen (Tipulidae). De soort komt voor in het Palearctisch gebied.